# Подвязье (Рязанская область)
Подвя́зье — село в Рязанском районе Рязанской области России. Административный центр Подвязьевского сельского поселения.

## История
Село существовало уже в XVII веке и относилось к Окологородному стану Рязанского уезда.
В 1905 году село являлось административным центром Подвязьевской волости Рязанского уезда и имело 173 двора при численности населения 1065 чел.

## Население
| 1859 | 1897 | 1906  | 2010  |
| ---- | ---- | ----- | ----- |
| 526  | ↗848 | ↗1065 | ↗2516 |

## Инфраструктура
В селе расположен Рязанский научно-исследовательский институт сельского хозяйства Российской сельскохозяйственной академии . Имеется одноимённое сельское отделение почтовой связи (индекс 390502).

## Транспорт
Село расположено неподалёку от автомобильной трассы Р132 Вязьма — Рязань и имеет регулярное автобусное сообщение с областным центром.

## Достопримечательности
В селе расположена Церковь Михаила Архангела, построенная в 1899 году.